# Batrisodes texanus
Batrisodes texanus är en skalbaggsart som beskrevs av Chandler 1992. Batrisodes texanus ingår i släktet Batrisodes och familjen kortvingar. Inga underarter finns listade i Catalogue of Life.